# Freibadpark

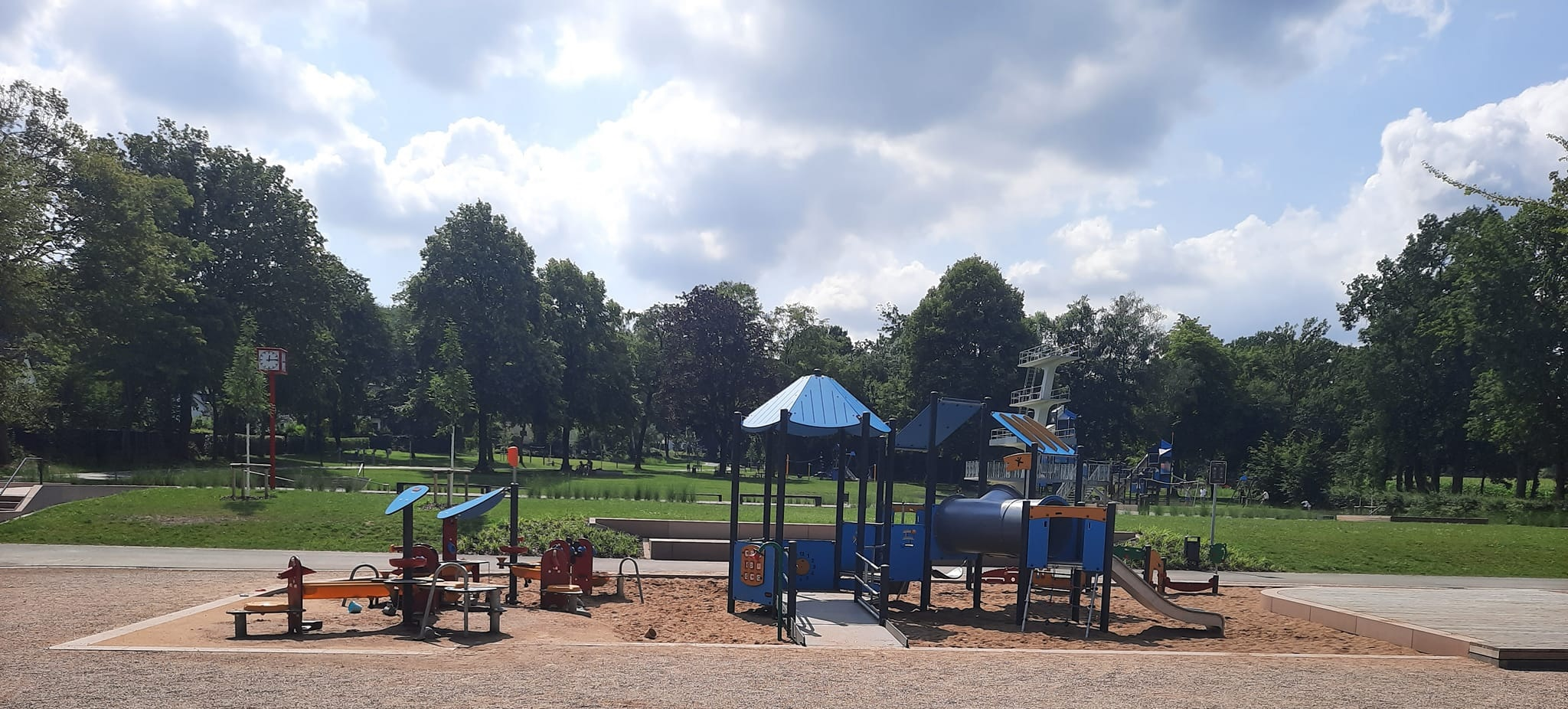
Blick von Norden über das weitläufige Parkgelände

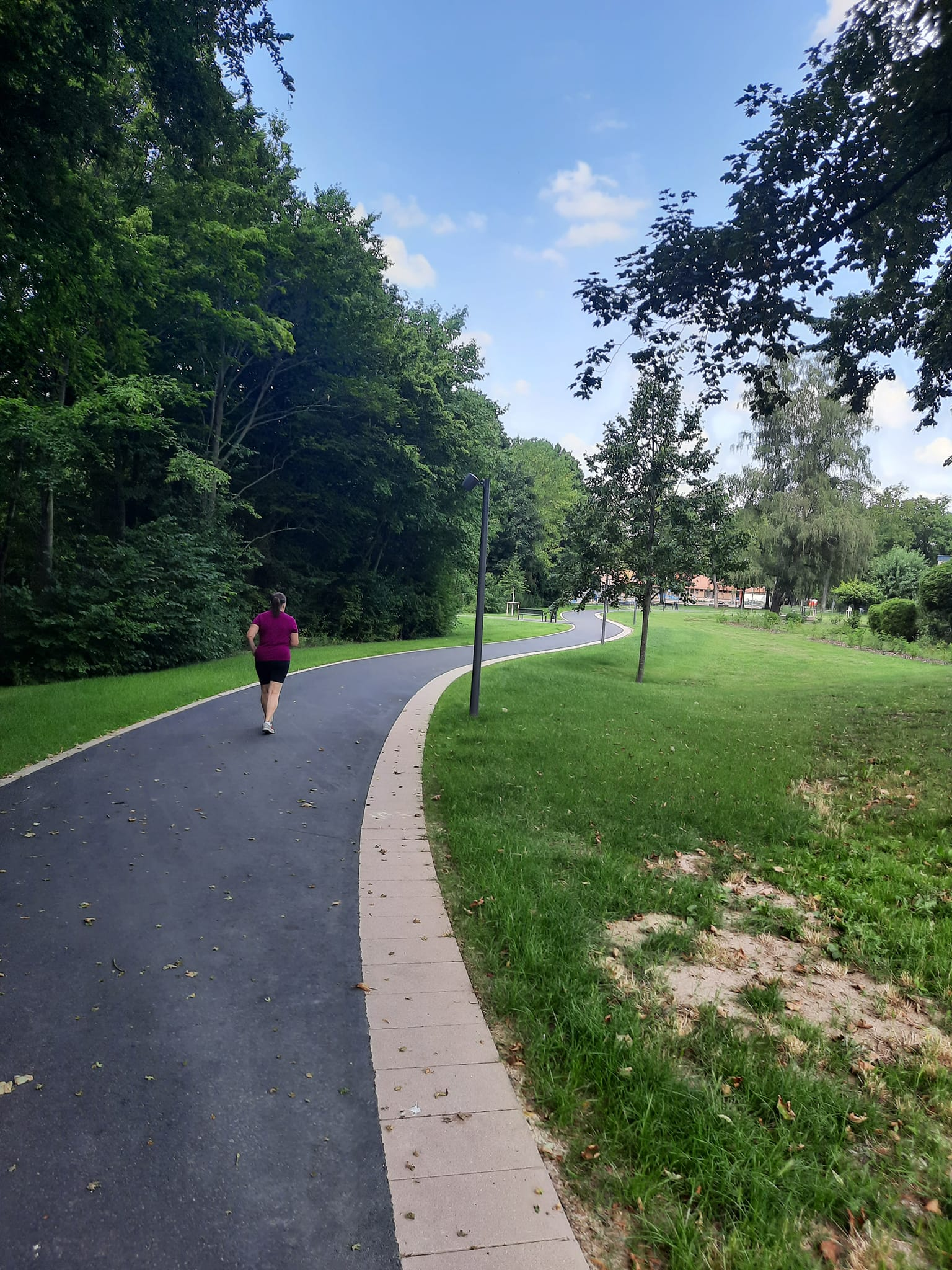
Der Park, wie hier im südlichen Bereich, lädt zum Joggen ein

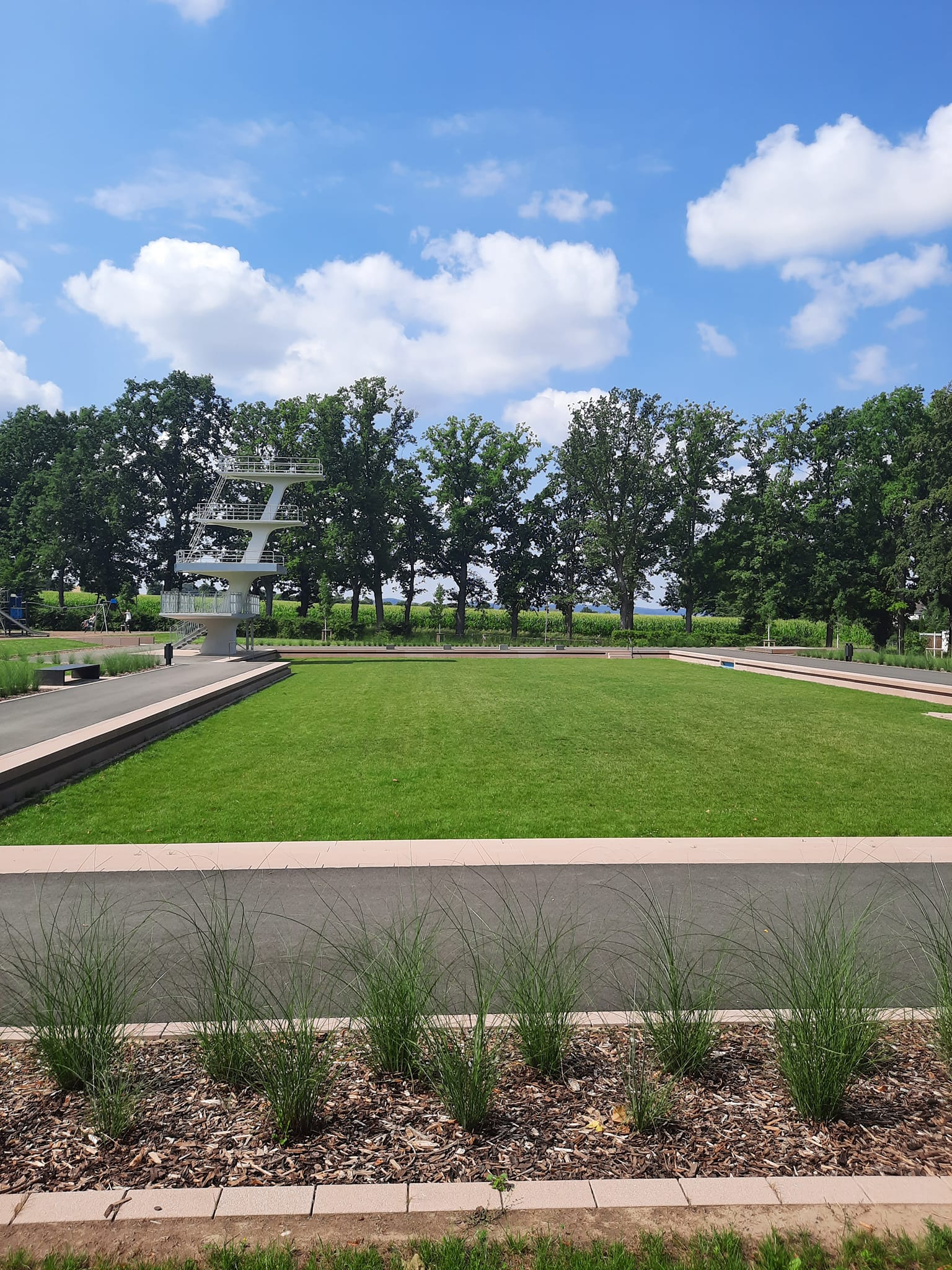
Da Becken und Sprungturm denkmalgeschützt sind, durften sie nicht entfernt werden. Das ehemalige 50 m Becken wurde lediglich verfüllt und zur Spielwiese gemacht

Der Freibadpark, auch Freibad Park oder Freibadpark Obernfelder Allee ist ein öffentlicher Park in der Stadt Lübbecke. Er wurde 2022 eröffnet und umfasst im Wesentlichen das Gelände des ehemaligen städtischen Freibades Obernfelder Allee und darüber hinaus Flächen, die einst südlich der eigentlichen Freibadanlage lagen. Der Gesamtkomplex umfasst rund 3,2 Hektar. Er ist damit fast doppelt so groß wie das ursprüngliche Freibad, das rund 1,8 Hektar maß.
Das Wegenetz ist relativ engmaschig und rund 1000 Meter lang. Zudem sind die Wege über die Parkeingänge mit umliegenden Straßen mit Bürgersteig verknüpft, so dass, bei geschickter Auswahl, der Park, zumindest mittelbar, längere zusammenhängende Joggingstrecken bietet.
Die baulichen Anlagen des Bades waren bereits 2002 unter Denkmalschutz gestellt worden.
Der Bau konnte auch aufgrund erheblicher Fördermittel seitens des Landes NRW erfolgen. Im Herbst 2019 wurde mit der Umsetzung des Bauvorhabens begonnen, die nach zweieinhalb Jahren Bauzeit abgeschlossen wurde. Am Freitag, 29. April 2022, wurde das Gelände in einer kleinen Feierstunde der Öffentlichkeit übergeben.

## Lage
Der Freibadpark befindet sich im Süden der Kernstadt von Lübbecke und ist damit im Bezug auf die Gesamtstadt recht zentral gelegen. Der Park liegt in unmittelbarer Nachbarschaft zum Stadion an der Obernfelder Allee, dem Heimstation des Fußballvereins FC Lübbecke. Die Anlage befindet sich an der Nordabdachung des Wiehengebirges zwischen 82 und 95,5 Meter über NN.
Der Park verfügt über vier Zugänge, wobei ein Zugang über den ehemaligen Eingang des Freibades nicht möglich ist.

## Konzept des Parkes
Der Freibadpark ist von der Idee als ein echter "Freizeitpark" gedacht. Es fehlen daher z. B. umfängliche Blumenbeete oder aufwendige Wasserspiele. Das Betreten der Rasenflächen ist nicht nur erlaubt, sondern ausdrücklich erwünscht. Adressaten der Anlage sind daher auch gerade Bürger, die über keinen eigenen Garten verfügen. Daher sieht man viele Besucher auch nicht einfach nur spazieren, sondern längere Zeit verweilen. Der Park ist permanent geöffnet und der Zugang kostenfrei.

## Geschichte
Im Jahr 2004 wurde über in Lübbecke ein Bürgerentscheid abgehalten, in dem es um die Schließung eines der beiden Freizeitbäder in Lübbecke ging. Eine Mehrheit der Bürger entschied sich für das konkurrierende Freibad Gehlenbeck. Seit 2005 wird das ehemalige Freibad Oberfelder Allee nicht mehr als Bad betrieben.
Die Folgenutzung des ehemaligen Freibades an der Obernfelder Allee hatte in der Folge die Kommunalpolitik über fast zwei Dekaden beschäftigt. In den Jahren 2014/2015 wurden im Rahmen einer Bürgerbeteiligung Ideen und Wünsche für die Umgestaltung gesammelt worden. Daraus erwuchs die Idee und schließlich Umsetzung und Umgestaltung in ein naturnahes innerstädtisches Naherholungsgebiet mit Spiel-, Bewegungs- und Aufenthaltsangeboten für alle Generationen. Die Fördermittel umfassten 2,45 Millionen Euro Fördergelder vom Land Nordrhein-Westfalen, die Stadt Lübbecke selbst investierte etwas mehr als eine Million Euro.